# Vitex menabeensis
Vitex menabeensis là một loài thực vật có hoa trong họ Hoa môi. Loài này được Capuron miêu tả khoa học đầu tiên năm 1972.